# Byun Byung-joo
Byun Byung-joo (en coreano: 변병주; nacido el 26 de abril de 1961 en Paju, Gyeonggi) es un exfutbolista y actual entrenador surcoreano. Jugaba de delantero y su último club fue el Hyundai Horang-i de Corea del Sur. Actualmente no dirige a ningún equipo.
Byun desarrolló la mayor parte de su carrera en Daewoo Royals. Además, fue internacional absoluto por la Selección de fútbol de Corea del Sur y disputó las Copas Mundiales de la FIFA de 1986 y 1990.

## Trayectoria

### Clubes como futbolista
| Club             | País          | Año         |
| ---------------- | ------------- | ----------- |
| Daewoo Royals    | Corea del Sur | 1983 - 1989 |
| Hyundai Horang-i | Corea del Sur | 1990 - 1991 |

### Selección nacional como futbolista
| Selección | País          | Año         |
| --------- | ------------- | ----------- |
| Absoluta  | Corea del Sur | 1981 - 1990 |

### Clubes como entrenador
| Club                           | País          | Año         |
| ------------------------------ | ------------- | ----------- |
| Incheon Steel                  | Corea del Sur | 1993 - 1996 |
| Universidad Yong In            | Corea del Sur | 1998 - 1999 |
| Escuela Secundaria de Cheonggu | Corea del Sur | 2000 - 2006 |
| Daegu F.C.                     | Corea del Sur | 2007 - 2009 |
| Sangju Sangmu (asistente)      | Corea del Sur | 2011        |
| Escuela Secundaria de Seogwipo | Corea del Sur | 2013 - 2017 |

## Estadísticas

### Como futbolista

#### Clubes
| Club             | Año           | Liga          | Liga  | Liga  | Copa de la Liga | Copa de la Liga | Continental | Continental | Total | Total |
| Club             | Año           | División      | Part. | Goles | Part.           | Goles           | Part.       | Goles       | Part. | Goles |
| ---------------- | ------------- | ------------- | ----- | ----- | --------------- | --------------- | ----------- | ----------- | ----- | ----- |
| Daewoo Royals    | 1983          | K League      | 4     | 1     | —               | —               | —           | —           | 4     | 1     |
| Daewoo Royals    | 1984          | K League      | 19    | 4     | —               | —               | —           | —           | 19    | 4     |
| Daewoo Royals    | 1985          | K League      | 4     | 1     | —               | —               | ?           | ?           | 4     | 1     |
| Daewoo Royals    | 1986          | K League      | 10    | 2     | 2               | 0               | ?           | ?           | 12    | 2     |
| Daewoo Royals    | 1987          | K League      | 30    | 5     | —               | —               | —           | —           | 30    | 5     |
| Daewoo Royals    | 1988          | K League      | 11    | 2     | —               | —               | —           | —           | 11    | 2     |
| Daewoo Royals    | 1989          | K League      | 19    | 7     | —               | —               | —           | —           | 19    | 7     |
| Daewoo Royals    | Total         | Total         | 97    | 22    | 2               | 0               | ?           | ?           | 99    | 22    |
| Hyundai Horang-i | 1990          | K League      | 10    | 3     | —               | —               | —           | —           | 10    | 3     |
| Hyundai Horang-i | 1991          | K League      | 22    | 3     | —               | —               | —           | —           | 22    | 3     |
| Hyundai Horang-i | Total         | Total         | 32    | 6     | —               | —               | —           | —           | 32    | 6     |
| Total carrera    | Total carrera | Total carrera | 129   | 28    | 2               | 0               | ?           | ?           | 131   | 28    |

1. 1 2  Aparición(es) en el Campeonato Asiático de Clubes

#### Selección nacional
Fuente:
| Selección de Corea del Sur | Selección de Corea del Sur | Selección de Corea del Sur |
| Año                        | Part.                      | Goles                      |
| -------------------------- | -------------------------- | -------------------------- |
| 1981                       | 9                          | 2                          |
| 1982                       | 9                          | 0                          |
| 1983                       | 7                          | 1                          |
| 1984                       | 9                          | 1                          |
| 1985                       | 12                         | 2                          |
| 1986                       | 7                          | 1                          |
| 1987                       | 1                          | 0                          |
| 1988                       | 9                          | 3                          |
| 1989                       | 3                          | 0                          |
| 1990                       | 8                          | 1                          |
| Total                      | 74                         | 11                         |

##### Goles internacionales
| No  | Fecha                    | Sede         | Oponente       | Gol     | Resultado | Competición                                        |
| --- | ------------------------ | ------------ | -------------- | ------- | --------- | -------------------------------------------------- |
| 1.  | 4 de septiembre de 1981  | Kuala Lumpur | Singapur       | 1 gol   | 2-0       | Pestabola Merdeka 1981                             |
| 2.  | 13 de septiembre de 1981 | Kuala Lumpur | Irak           | 1 gol   | 1-1       | Pestabola Merdeka 1981                             |
| 3.  | 9 de agosto de 1983      | San José     | Costa Rica     | 1 gol   | 1-1       | Partido amistoso                                   |
| 4.  | 4 de octubre de 1984     | Seúl         | Camerún        | 1 gol   | 5-0       | Partido amistoso                                   |
| 5.  | 21 de julio de 1985      | Seúl         | Indonesia      | 1 gol   | 2-0       | Eliminatorias para la Copa Mundial de la FIFA 1986 |
| 6.  | 30 de julio de 1985      | Yakarta      | Indonesia      | 1 gol   | 4-1       | Eliminatorias para la Copa Mundial de la FIFA 1986 |
| 7.  | 5 de octubre de 1986     | Seúl         | Arabia Saudita | 1 gol   | 2-0       | Juegos Asiáticos de 1986                           |
| 8.  | 19 de junio de 1988      | Suwon        | Zambia         | 1 gol   | 4-0       | Copa de Corea 1988                                 |
| 9.  | 11 de diciembre de 1988  | Doha         | Irán           | 2 goles | 3-0       | Copa Asiática 1988                                 |
| 10. | 11 de diciembre de 1988  | Doha         | Irán           | 2 goles | 3-0       | Copa Asiática 1988                                 |
| 11. | 5 de septiembre de 1990  | Seúl         | Australia      | 1 gol   | 1-0       | Partido amistoso                                   |

##### Participaciones en fases finales
| Torneo                         | Sede     | Resultado     | Partidos | Goles |
| ------------------------------ | -------- | ------------- | -------- | ----- |
| Copa Asiática 1984             | Singapur | Primera fase  | 0        | 0     |
| Copa Mundial de Fútbol de 1986 | México   | Primera fase  | 2        | 0     |
| Juegos Asiáticos de 1986       | Seúl     | Campeón       | —        | —     |
| Juegos Olímpicos de 1988       | Seúl     | Primera fase  | 3        | 0     |
| Copa Asiática 1988             | Catar    | Subcampeón    | 6        | 2     |
| Copa Mundial de Fútbol de 1990 | Italia   | Primera fase  | 2        | 0     |
| Juegos Asiáticos de 1990       | Pekín    | Tercer puesto | —        | —     |

## Palmarés

### Como futbolista

#### Títulos nacionales
| Título                       | Club          | País          | Año  |
| ---------------------------- | ------------- | ------------- | ---- |
| K League 1                   | Daewoo Royals | Corea del Sur | 1984 |
| K League 1                   | Daewoo Royals | Corea del Sur | 1987 |
| Campeonato Nacional de Corea | Daewoo Royals | Corea del Sur | 1989 |

#### Títulos internacionales
| Título                            | Club (*)      | Sede  | Año  |
| --------------------------------- | ------------- | ----- | ---- |
| Campeonato Asiático de Clubes     | Daewoo Royals | Yeda  | 1986 |
| Campeonato Afroasiático de Clubes | Daewoo Royals | Riad  | 1986 |
| Juegos Asiáticos                  | Corea del Sur | Seúl  | 1986 |
| Copa Afroasiática de Naciones     | Corea del Sur | Doha  | 1987 |
| Copa Dinastía                     | Corea del Sur | Pekín | 1990 |

(*) Incluyendo la Selección

#### Distinciones individuales
| Distinción                            | Año  |
| ------------------------------------- | ---- |
| Korean Football Best XI               | 1981 |
| Equipo del Torneo de la Copa Asiática | 1988 |